# Фортифікації міста Санкт-Файт-ан-дер-Глан

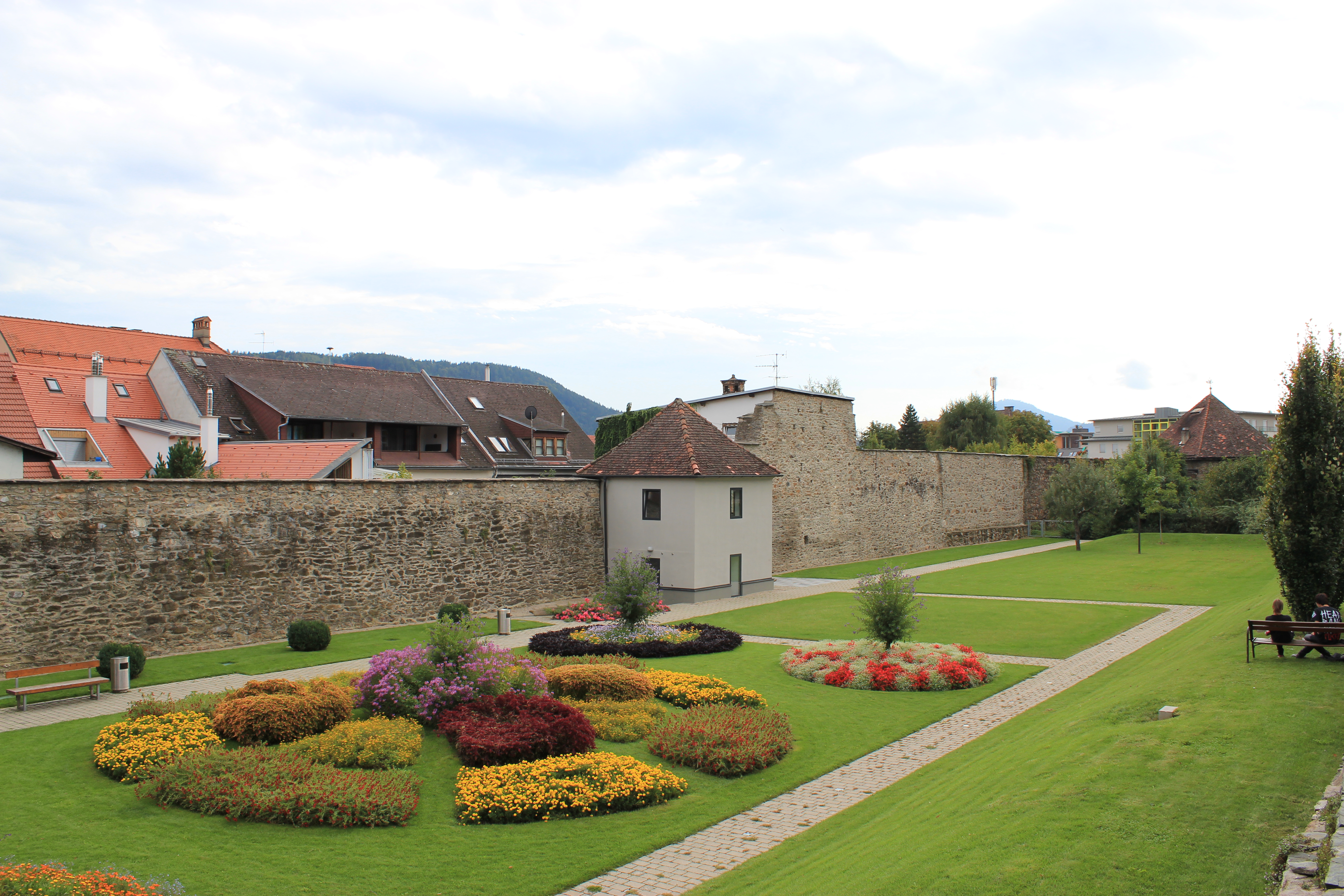
Північне прясло оборонного муру із слідами рову

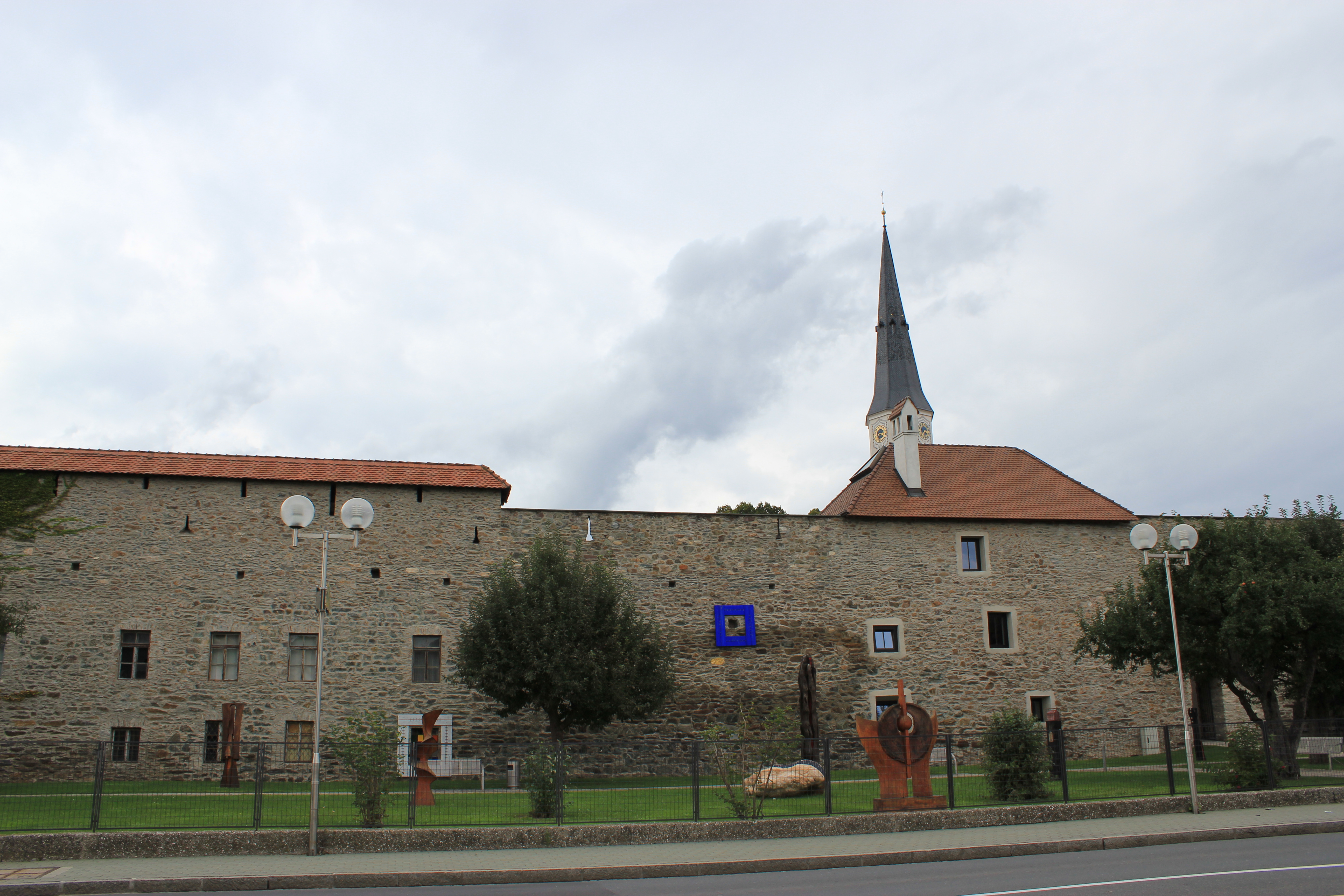
Південне прясло муру

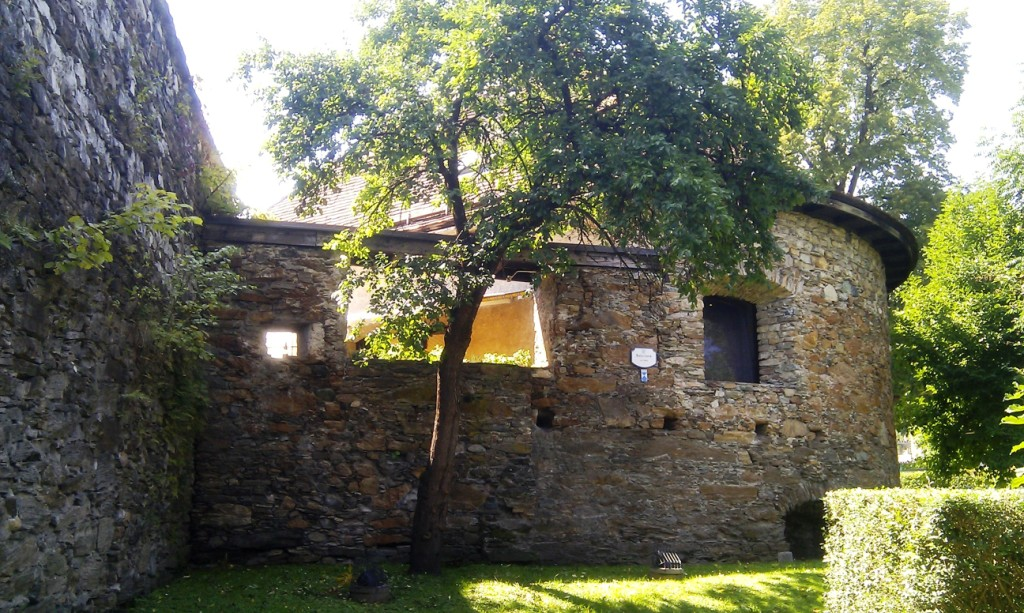
Залишки бастеї

Фортифікації міста Санкт-Файт-ан-дер-Глан (нім. Sankt Veit an der Glan), що розміщене у австрійській землі Каринтія, складаються з міських мурів.

## Історія
Оборонні мури мали б почати зводити у 1220-х роках, адже перша згадка про них походить з 1228 року. Довжина мурів становила 1000 м при товщині 1,7 м і середній висоті близько 10 м. Навколо нього викопали заводнений рів шириною 20-25 м (засипаний). Через розвиток вогнепальної зброї у XVI ст. фортифікації вирішили поширити, вимурувавши на відстані 7 м низький мур, посилений тристінними вежами (близько 1532). З північної сторони появилась кругла бастея та замок герцога (нім. Herzogsburg). Чотири міські брами розібрали (1851—1890) і відновили у ХХ ст.

## Виноски
- Sankt Veit an der Glan Town Fortification [Архівовано 6 жовтня 2014 у Wayback Machine.](нім.)
- Stadtbefestigung St. Veit an der Glan [Архівовано 4 березня 2018 у Wayback Machine.](нім.)
- Розташування: 46°46′01.36″ пн. ш. 14°21′18.70″ сх. д. / 46.7670444° пн. ш. 14.3551944° сх. д.